# Medalia Victoriei (România)

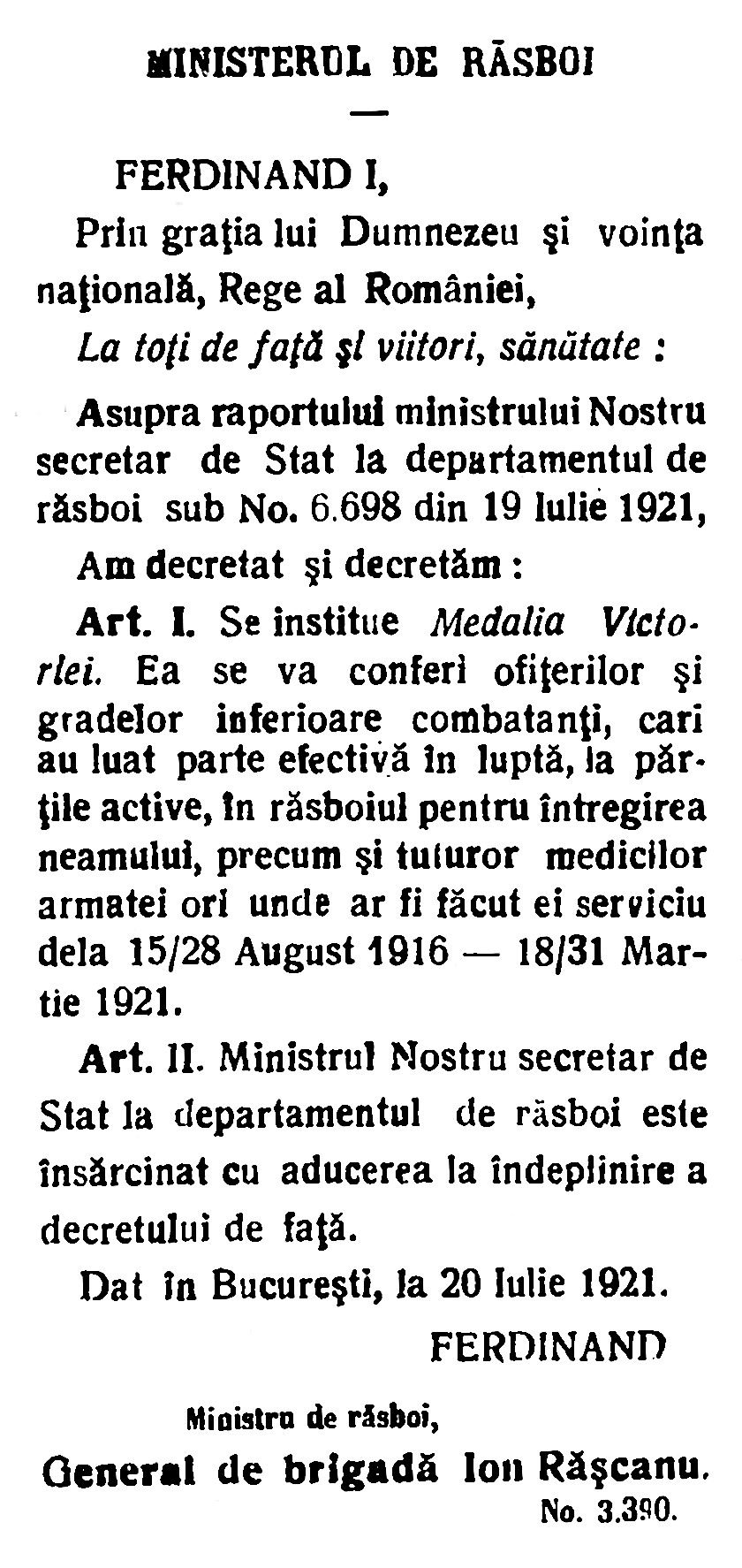
Decretul Regal pentru înființarea Medaliei Victoriei

Medalia Victoriei este distincția decernată pentru participarea militarilor țărilor aliate la Primul Război Mondial. Versiunea românească, instituită prin Decretul Regal din 20 iulie 1921, a fost decernată şi pentru participarea la Războiul de Reîntregire a Neamului.

## Istoric
În 1919, la finalul Primului Război Mondial, comandantul trupelor aliate, mareșalul francez Ferdinand Foch, a propus realizarea unei medalii militare comune a statelor victorioase. În martie 1919, la Paris, s-a organizat un concurs cu un juriu internațional pentru o medalia comună. Aceasta urma să conțină caracteristici generale comune pentru toate țările: din bronz, 36 mm diametru, pe avers reprezentarea „Victorei“, pe revers textul „Marele Război Pentru Civilizatie” în limba respectivă și cu o baretă în culorile curcubeului.
Sculptorul român Constantin Kristescu a prezentat juriului internațional proiectul său de medalie care a fost premiat iar autorul solicitat să-l realizeze pentru România. Pentru celelalte țări victorioase medalia a fost realizată de medaliști proprii, cu textul și grafica adaptată particularităților naționale. Japonia și Thainlanda nu au acceptat recomandările juriului internațional, o „Victorie înaripată” nu ar corespunde tradițiilor culturale naționale.
În data de 19 iulie 1919, Regatul României a dat Decretul cu nr. 3.390 prin care a fost înființată Medalia Victoriei. Documentul este semnat de Regele Ferdinand I al României și de ministrul de război, generalul de brigadă Ion Rășcanu. Medalia lui Kristescu a fost bătută la Paris în atelierul Arthus-Bertrand cu care obișnuia să colaboreze.

## Eligibilitate
Medalia a fost primită de militari ai amatei române, de orice grad, inclusiv medici militari, care au fost în seviciu militar  
în Primul Război Mondial și Războiul româno-ungar din 1919 între 28 august 1916 și 31 martie 1921.

## Descriere
Versiunea românească a medaliei respectă întocmai caracteristile cerute de juriul internațional.
- Aversul prezintă figura înaripată a „Victoriei” în picioare, ținând o ramură de palmier în mâna stângă și o sabie în mâna dreaptă cu vârful în jos ca semn al păcii.
- Reversul are textul „MARELE RĂZBOI / PENTRU / CIVILIZAȚIE” în trei rânduri, peste o halebardă, înconjurate de un inel cu douăzeci de verigi împletite și cu o cunună de laur în stânga și stejar în dreapta. Pe fiecare dintre cele zece verigi mari este gravat numele uneia dintre țările aliate: Anglia, Belgia, Grecia, Japonia, Serbia, America[6], China, România, Italia și Franța. Sculptorul s-a semnat „Kristesko”[7] lângă legătura cu Japonia.
- Panglica de 39 mm lățime, cu bordură decorativă albă, are culorile irizate ale curcubeului plasate simetric cu violet la margini și roșu în centru.

Medalia se purta la ocazii și ceremonii oficiale pe partea stângă a jachetei militare. La alte ocazii, mai puțin oficiale, se obișnuia să se poarte doar bareta pe partea stângă.

## Variantele naționale
În final au fost decernate următoarele variante naționale:
| Țara / Statul                                         | Autor                               | Manufactura                                                                    | Numărul             | Avers | Revers | Înființarea                                                      |
| ----------------------------------------------------- | ----------------------------------- | ------------------------------------------------------------------------------ | ------------------- | ----- | ------ | ---------------------------------------------------------------- |
| Africa de Sud                                         | William McMillan (1887–1977)        | - Royal Arsenal                                                                | cca 75.000          |       |        | Decret, 1 septembrie 1919                                        |
| Belgia                                                | Paul Du Bois (1859–1938)            |                                                                                | cca 300.000–350.000 |       |        | Decret Regal 15 iulie 1919                                       |
| Brazilia                                              | Jorge Soubre (1890-1934)            | - Casa de Moeda do Brasil Rio de Janeiro                                       | cca 2.500           |       |        | Decret nr. 16074, 22 Junie 1923                                  |
| Cuba                                                  | Charles Charles                     | - Etablissements Chobillon                                                     | cca 6.000–7.000     |       |        | Decret nr. 905, 10 Junie 1922                                    |
| Cehoslovacia                                          | Otakar Španiel (1881-1955)          | - Kremnice Mint                                                                | cca 89.500          |       |        | Decret, 27 iulie 1920                                            |
| Franța                                                | Pierre-Alexandre Morlon (1878–1951) | - Monnaie de Paris                                                             | cca 2.000.000       |       |        | Lege, 20 iulie 1922                                              |
| Grecia                                                | Henry-Eugène Nocq (1868–1944)       | - V. Canale                                                                    | cca 200.000         |       |        | Lege, 22 septembrie 1920                                         |
| Italia                                                | Gaetano Orsolini (1884–1954)        | - Sacchini-Milano - S.Johnson-Milano - F. M. Lorioli & Castelli-Milano         | cca 2.000.000       |       |        | Decret Regal nr. 1918,16 decembrie 1920                          |
| Japonia                                               | Shoukichi Hata                      | - Osaka Mint                                                                   | cca 700.000         |       |        | Edict Imperial nr. 406,17 septembrie 1920                        |
| Portugalia                                            | João Da Silva (1880–1960)           | - Da Costa                                                                     | cca 100.000         |       |        | Decret, 15 iulie 1919                                            |
| Regatul Unit al Marii Britanii și al Irlandei de Nord | William McMillan (1887–1977)        | - Royal Arsenal - Wright & Son                                                 | cca 5.725.000       |       |        | Decret, 1 septembrie 1919                                        |
| România                                               | Constantin Kristescu (1871-1928)    | - La Maison Arthus-Bertrand, Paris                                             | cca 300.000         |       |        | Decret Regal nr. 3390, 20 iulie 1921                             |
| Statele Unite ale Americii                            | James Earle Fraser (1876–1953)      | - Arts Metal Works Inc. - S. G. Adams Stamp & Stationary Co. - Jos. Mayer Inc. | cca 2.500.000       |       |        | Ordin General nr. 48, 9 aprilie 1919 a Departamentului de Război |
| Thailanda (Siam)                                      | Itthithepsan Kritakara (1890-1935)  |                                                                                | cca 1.500           |       |        |                                                                  |